# Matt Koehl
Matt Koehl, de son nom complet Matthias Koehl Jr., (né le 22 janvier 1935 - mort le 9 octobre 2014) est le dirigeant néo-nazi du New Order (Nouvel Ordre) de 1967 à 2014. Il succède à ce titre à George Lincoln Rockwell en tant que Commander (Commandant) du National Socialist White People's Party (en) (Parti national-socialiste des personnes blanches), renommé New Order (en) en 1983). Il était autrefois le chef de la World Union of National Socialists jusqu'à ce que son étrange idéologie encourageant la vénération d'Adolf Hitler finisse par le faire exclure par les autres membres de cette organisation.

## Biographie
Matt Koehl est né à Milwaukee, dans le Wisconsin d'immigrés hongrois d'ascendance allemande. Il a étudié le journalisme à l'Université de Milwaukee et servit dans le corps des Marines. Il rejoint le National Renaissance Party de James Madole, puis le National States' Rights Party avant de rejoindre le Parti nazi américain en 1960.
Il a été très influencé par les écrits de Savitri Devi et a échangé des lettres avec elle. Il est un défenseur de l'hitlérisme ésotérique, pensant qu'Hitler est un être d'essence divine qui a été envoyé pour sauver l'humanité — et en particulier les peuples européens — des Juifs. Florentine Rost van Tonningen était une de ses amies.
À sa mort, Martin Kerr lui succède à la tête de New Order. Un Parti nazi américain, sans lien direct avec le mouvement d'origine mais se revendiquant comme son successeur, est dirigé par Rocky Suhayda (en).

## Œuvres
- The Future Calls (Le Futur appelle) (1972)
- Some Guidelines To The Development Of The National Socialist Movement (Quelques directives pour le développement du Mouvement National-Socialiste)
- The Program of the National Socialist White People's Party (Le programme du Parti national-socialiste des personnes blanches) (Cicero, IL : NS Publications, 1980)
- Faith of the Future (La Foi du Futur) (1995)